# Friendsville (Tennessee)
Pour les articles homonymes, voir Friendsville.
Friendsville est une municipalité américaine située dans le comté de Blount au Tennessee.
Selon le recensement de 2010, Friendsville compte 913 habitants. La municipalité s'étend sur 3,01 milles carrés (7,8 km2).
La localité est fondée dans les années 1790 par des quakers, membres de la Société religieuse des Amis (en anglais : Religious Society of Friends) originaires de Caroline du Nord.